# Eduardo Otaño
Eduardo N. Otaño fue un ingeniero argentino, que ocupó por tres años el cargo de 28° gobernador del antiguo Territorio Nacional de Misiones del 14 de junio de 1943 al 19 de julio de 1946 designado por la Revolución del 43. Era subinspector y docente de la Armada Argentina, dictando clases en la Escuela Naval Militar.
Integró la dotación de la fragata de instrucción ARA Presidente Sarmiento. Escribió el libro Curso de Motores de Combustión Interna, utilizado para dictar clases a los futuros oficiales ingenieros de la Armada en la década de 1930.
Ya que los gobernadores de los Territorios Nacionales, según la Constitución Nacional debían ser designados por decreto presidencial, en muchos casos las designaciones se hacían fuera de término, por lo que la fecha de fin de mandato de un gobernador no combinaba con la del comienzo del sucesor. Para cubrir este intervalo se designaba interinamente a algún funcionario de la Casa de Gobierno. Durante su gestión se comenzó la edificación de diversos edificios públicos y se construyó la ruta provincial que unía Posadas con El dorado, se estableció el Estatuto del Docente, y se dotó de infraestructura hospitalaria a las principales ciudades de la provincia. Con la llegada del peronismo adheriría al mismo, siendo convencional constituyente de la provincia. 
Durante su gobierno se fundaron las ciudades de Oberá, Bonpland, Barrancón, Aristóbulo del Valle, Profundidad.
Durante su gestión se crearon el servicio de bomberos Posadas, la Escuela de Artes y Oficios, el Tiro Federal y el Aeroclub de Posadas.
Sería presidente de la legislatura local hasta septiembre de 1955 cuando sería detenido por la dictadura de la Revolución Libertadora junto con su esposa, quién moriría a consecuencias de las torturas recibidas en la cárcel de las Heras, tras lograr escapar Otaño marcharía con su única hija a Uruguay.